# 克拉里塔斯槽沟
克拉里塔斯槽沟群 (Claritas Fossae)是火星的塔尔西斯高原中一处被密集切开的高地地形，就位于塔尔西斯山群以南。克拉里塔斯槽沟群区是众多相互叠加在一起的地堑。

## 概述
克拉里塔斯槽沟群是火星凤凰湖区和陶马西亚区的一组槽沟，位于南31.5 度、西经104.1度处，该结构长约2,050公里，取名自古典返照率特征。

## 地质
火星上狭长的凹地被称为"槽沟"(fossae)，该词来源于拉丁语，"fossa"是单数，而"fossae"为复数。当地壳被拉伸到破裂时，就会形成槽沟，拉伸可能缘自附近火山巨大的重量。在塔尔西斯和埃律西昂区中的火山，附近通常都有凹槽/下陷坑。一道凹槽通常有两条裂缝，中间部分高下沉降，两侧留下陡峭的悬崖，这种槽沟称为地堑。

## 图集

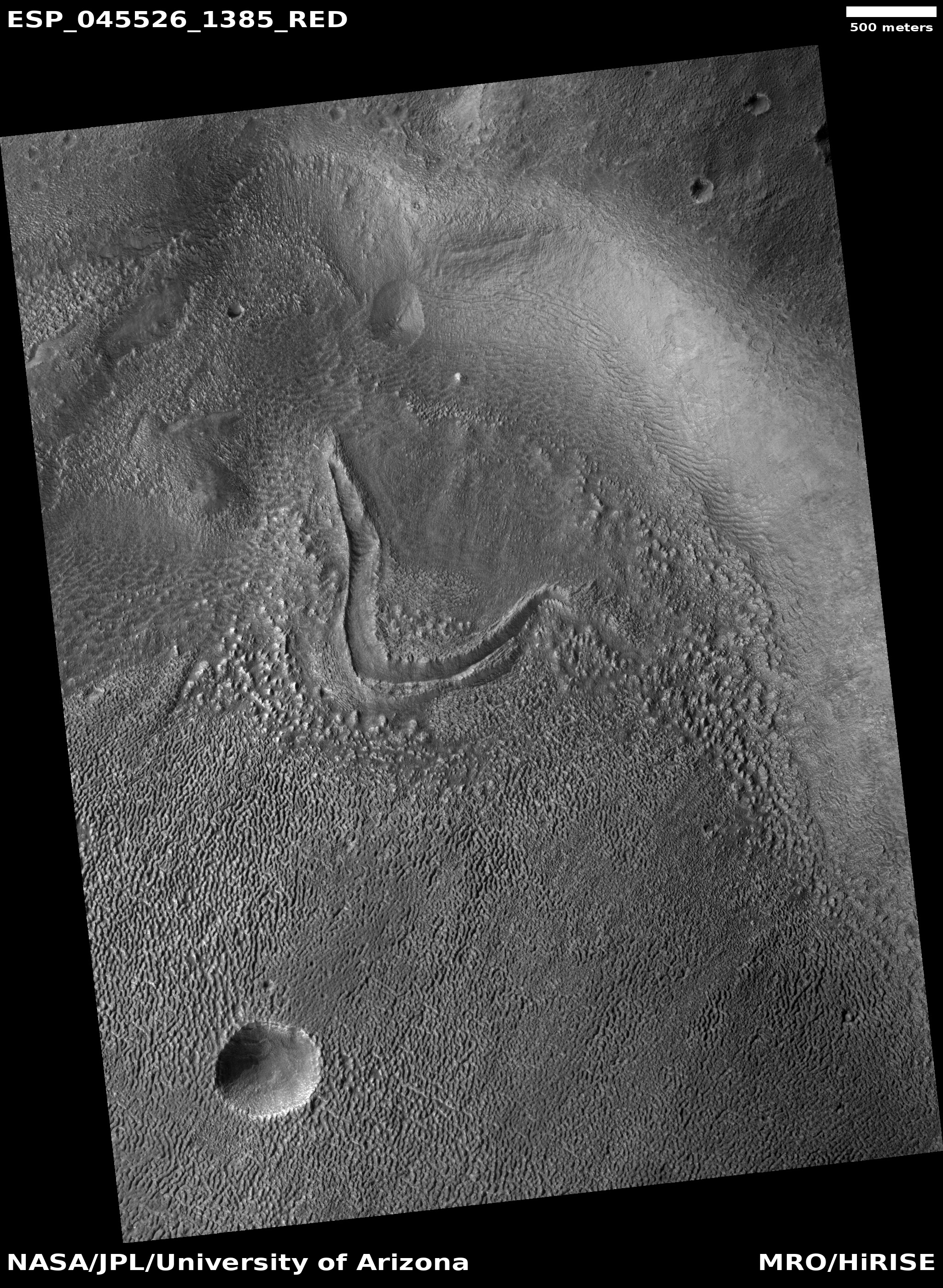
可能由冰川形成的弯曲山脊

## 流行文化
克拉里塔斯槽沟群是加拿大作家杰克·斯托诺威的短篇小说《忠诚士兵》的背景，为《火星2194》的一部分。

## 另请参阅
- 火星地质
- 高分辨率成像科学设备